# Liste der Aufgabenträger im ÖPNV
Diese Liste enthält eine Übersicht der zuständigen Aufgabenträger im ÖPNV in Deutschland. Für jedes Bundesland werden die jeweils zuständige Planungs- und Genehmigungsbehörde und der oder die Aufgabenträger für Schienenpersonennahverkehr (SPNV) und Öffentlichen Straßenpersonennahverkehr (ÖSPV) aufgeführt. 
SPNV-Aufgabenträger sind je nach Bundesland in der Regel die Länder selbst oder kommunale Zweckverbände. Bundesweiter Dachverband der SPNV-Aufgabenträger ist der
Bundesverband SchienenNahverkehr (bis 2021 Bundesarbeitsgemeinschaft Schienenpersonennahverkehr, BAG-SPNV).
Im ÖSPV sind in der Regel die Kreise und kreisfreie Städte die Aufgabenträger. In einzelnen Bundesländern sind bestimmte kreisangehörige Kommunen entsprechend der jeweiligen Landesnahverkehrsgesetze ebenfalls Aufgabenträger, so etwa in Hessen, Nordrhein-Westfalen und Thüringen. Zudem können in fast allen weiteren Bundesländern solche Kommunen auf Wunsch Funktionen als Aufgabenträger ganz oder teilweise übertragen bekommen. In Bayern sind das bspw. die kreisangehörigen Städte Neu-Ulm und Herzogenaurach. Die nachfolgende Liste führt lediglich die gesetzlich festgelegten Aufgabenträger auf, nicht diejenigen, die diese Funktion auf freiwilliger Basis wahrnehmen.

## Baden-Württemberg

### Schiene
- Ministerium für Verkehr Baden-Württemberg (VM)
- Verband Region Stuttgart, zuständig für die S-Bahn Stuttgart

### Straße
- Alb-Donau-Kreis
- Stadt Baden-Baden
- Landkreis Biberach
- Böblingen
- Bodenseekreis
- Landkreis Breisgau-Hochschwarzwald
- Landkreis Calw
- Landkreis Emmendingen
- Enzkreis
- Landkreis Esslingen
- Stadt Freiburg im Breisgau
- Landkreis Freudenstadt
- Landkreis Göppingen
- Stadt Heidelberg
- Landkreis Heidenheim
- Landkreis Heilbronn
- Stadt Heilbronn
- Hohenlohekreis
- Landkreis Karlsruhe
- Stadt Karlsruhe
- Landkreis Konstanz
- Landkreis Lörrach
- Landkreis Ludwigsburg
- Main-Tauber-Kreis
  - VerkehrsGesellschaft Main-Tauber mbH
- Stadt Mannheim
- Neckar-Odenwald-Kreis
- Ortenaukreis
- Ostalbkreis
- Stadt Pforzheim
- Landkreis Rastatt
- Landkreis Ravensburg
- Rems-Murr-Kreis
- Landkreis Reutlingen
- Rhein-Neckar-Kreis
- Landkreis Rottweil
- Landkreis Schwäbisch Hall
- Schwarzwald-Baar-Kreis
- Landkreis Sigmaringen
- Landeshauptstadt Stuttgart
- Landkreis Tübingen
- Landkreis Tuttlingen
- Stadt Ulm
- Landkreis Waldshut
- Zollernalbkreis

## Bayern

### Schiene
- Bayerische Eisenbahngesellschaft (BEG)

### Straße
- Landkreis Aichach-Friedberg
- Landkreis Altötting
- Landkreis Amberg-Sulzbach
- Landkreis Ansbach
- Landkreis Aschaffenburg
- Landkreis Augsburg
- Landkreis Bad Kissingen
- Landkreis Bad Tölz-Wolfratshausen
- Landkreis Bamberg
- Landkreis Bayreuth
- Landkreis Berchtesgadener Land
- Landkreis Cham
- Landkreis Coburg
- Landkreis Dachau
- Landkreis Deggendorf
- Landkreis Dillingen an der Donau
- Landkreis Dingolfing-Landau
- Landkreis Donau-Ries
- Landkreis Ebersberg
- Landkreis Eichstätt
- Landkreis Erding
- Landkreis Erlangen-Höchstadt
- Landkreis Forchheim
- Landkreis Freising
- Landkreis Freyung-Grafenau
- Landkreis Fürstenfeldbruck
- Landkreis Fürth
- Landkreis Garmisch-Partenkirchen
- Landkreis Günzburg
- Landkreis Haßberge
- Landkreis Hof
- Landkreis Kelheim
- Landkreis Kitzingen
- Landkreis Kronach
- Landkreis Kulmbach
- Landkreis Landsberg am Lech
- Landkreis Landshut
- Landkreis Lichtenfels
- Landkreis Lindau (Bodensee)
- Landkreis Main-Spessart
- Landkreis Miesbach
- Landkreis Miltenberg
- Landkreis Mühldorf am Inn
- Landkreis München
- Landkreis Neuburg-Schrobenhausen
- Landkreis Neumarkt in der Oberpfalz
- Landkreis Neustadt an der Aisch-Bad Windsheim
- Landkreis Neustadt an der Waldnaab
- Landkreis Neu-Ulm
- Landkreis Nürnberger Land
- Landkreis Oberallgäu
- Landkreis Ostallgäu
- Landkreis Passau
- Landkreis Pfaffenhofen an der Ilm
- Landkreis Regen
- Landkreis Regensburg
- Landkreis Rhön-Grabfeld
- Landkreis Rosenheim
- Landkreis Roth
- Landkreis Rottal-Inn
- Landkreis Schwandorf
- Landkreis Schweinfurt
- Landkreis Starnberg
- Landkreis Straubing-Bogen
- Landkreis Tirschenreuth
- Landkreis Traunstein
- Landkreis Unterallgäu
- Landkreis Weilheim-Schongau
- Landkreis Weißenburg-Gunzenhausen
- Landkreis Wunsiedel im Fichtelgebirge
- Landkreis Würzburg
- Stadt Amberg
- Stadt Ansbach
- Stadt Aschaffenburg
- Stadt Augsburg
- Stadt Bamberg
- Stadt Bayreuth
- Stadt Coburg
- Stadt Erlangen
- Stadt Fürth
- Stadt Hof
- Stadt Ingolstadt
- Stadt Kaufbeuren
- Stadt Kempten
- Stadt Landshut
- Stadt Memmingen
- Landeshauptstadt München
- Stadt Nürnberg
- Stadt Passau
- Stadt Regensburg
- Stadt Rosenheim
- Stadt Schwabach
- Stadt Schweinfurt
- Stadt Straubing
- Stadt Weiden
- Stadt Würzburg

## Berlin

### Schiene
- Senat von Berlin
  - Als Dienstleister für die Länder Berlin und Brandenburg: Verkehrsverbund Berlin-Brandenburg (VBB)

### Straße
- Bundeshauptstadt Berlin

## Brandenburg

### Schiene
- Ministerium für Infrastruktur und Landesplanung
  - Als Dienstleister für die Länder Berlin und Brandenburg: Verkehrsverbund Berlin-Brandenburg (VBB)

### Straße
- Landkreis Barnim
- Landkreis Dahme-Spreewald
- Landkreis Elbe-Elster
- Landkreis Havelland
- Landkreis Märkisch-Oderland
- Landkreis Oberhavel
- Landkreis Oberspreewald-Lausitz
- Landkreis Oder-Spree
- Landkreis Ostprignitz-Ruppin
- Landkreis Potsdam-Mittelmark
- Landkreis Prignitz
- Landkreis Spree-Neiße
- Landkreis Teltow-Fläming
- Landkreis Uckermark
- Stadt Brandenburg an der Havel
- Stadt Cottbus
- Stadt Frankfurt (Oder)
- Landeshauptstadt Potsdam

## BremenundBremerhaven

### Schiene
- Freie Hansestadt Bremen

### Straße
- Freie Hansestadt Bremen
- Seestadt Bremerhaven
  - Zweckverband Verkehrsverbund Bremen/Niedersachsen (ZVBN)

## Hamburg

### Schiene
- Behörde für Verkehr und Mobilitätswende (BVM) der Freien und Hansestadt Hamburg

### Straße
- Behörde für Verkehr und Mobilitätswende (BVM)

## Hessen

### Schiene
- Nordhessischer Verkehrsverbund (NVV)
- Rhein-Main-Verkehrsverbund (RMV)
- Verkehrsverbund Rhein-Neckar (VRN)

### Straße

#### VRN
- Landkreis Bergstraße

#### NVV
- Stadt Kassel
  - Kasseler Verkehrsgesellschaft (KVG)
- Landkreis Kassel
  - Landkreis Kassel-Sonderfachdienst – Verkehr und Sport
- Kreis Waldeck-Frankenberg
  - Energie Waldeck-Frankenberg / Bereich ÖPNV
- Werra-Meißner-Kreis
  - Nahverkehr Werra-Meißner Kommunale Organisationsgesellschaft mbH
- Schwalm-Eder-Kreis
  - Nahverkehr Schwalm-Eder GmbH
- Landkreis Hersfeld-Rotenburg
  - Kreisausschuss Nahverkehr Hersfeld-Rotenburg

#### RMV
- Stadt Bad Homburg vor der Höhe:
  - Magistrat der Stadt Bad Homburg vor der Höhe – Produktbereich ÖPNV
- Stadt Darmstadt und Landkreis Darmstadt-Dieburg:
  - Darmstadt-Dieburger Nahverkehrsorganisation (DADINA)
- Stadt Frankfurt am Main:
  - traffiQ Lokale Nahverkehrsgesellschaft Frankfurt am Main mbH
- Landkreis Fulda:
  - Lokale Nahverkehrsgesellschaft Fulda mbH
- Stadt Fulda:
  - Magistrat der Stadt Fulda – Geschäftsstelle Nahverkehr
- Landkreis Gießen:
  - Verkehrsgesellschaft Oberhessen (VGO)
- Stadt Gießen:
  - Stadtwerke Gießen AG
- Landkreis Groß-Gerau:
  - Lokale Nahverkehrsgesellschaft mbH des Kreises Groß-Gerau (LNVG)
- Stadt Hanau:
  - Hanau Lokale Nahverkehrsorganisation (Hanau LNO)
- Hochtaunuskreis:
  - Verkehrsverband Hochtaunus (VHT)
- Lahn-Dill-Kreis:
  - Verkehrsgesellschaft Lahn-Dill-Weil mbH (VLDW)
- Landkreis Limburg-Weilburg:
  - Verkehrsgesellschaft Lahn-Dill-Weil mbH (VLDW)
- Main-Kinzig-Kreis:
  - Kreisverkehrsgesellschaft Main-Kinzig mbH
- Main-Taunus-Kreis:
  - Main-Taunus-Verkehrsgesellschaft mbH (MTV)
- Landkreis Marburg-Biedenkopf:
  - Regionaler Nahverkehrsverband Marburg-Biedenkopf (RNV)
- Stadt Marburg an der Lahn:
  - Stadtwerke Marburg Consult GmbH
- Odenwaldkreis:
  - Odenwald-Regional-Gesellschaft (OREG) mbH – Geschäftsbereich Nahverkehr
- Kreis Offenbach:
  - Kreisverkehrsgesellschaft Offenbach mbH
- Stadt Offenbach:
  - NiO – Nahverkehr in Offenbach GmbH
- Rheingau-Taunus-Kreis:
  - Rheingau-Taunus-Verkehrsgesellschaft mbH (RTV)
- Stadt Rüsselsheim:
  - Lokale Nahverkehrsorganisation der Stadt Rüsselsheim am Main
- Vogelsbergkreis:
  - Verkehrsgesellschaft Oberhessen (VGO)
- Wetteraukreis:
  - Verkehrsgesellschaft Oberhessen (VGO)
- Stadt Wetzlar:
  - Magistrat der Stadt Wetzlar – Lokale Nahverkehrsorganisation
- Landeshauptstadt Wiesbaden:
  - ESWE Verkehr GmbH

## Mecklenburg-Vorpommern

### Schiene
- Verkehrsgesellschaft Mecklenburg-Vorpommern (VMV)

### Straße
- Landkreis Ludwigslust-Parchim
- Landkreis Mecklenburgische Seenplatte
- Landkreis Nordwestmecklenburg
- Stadt Rostock
- Landkreis Rostock
- Landeshauptstadt Schwerin
- Landkreis Vorpommern-Greifswald
- Landkreis Vorpommern-Rügen

## Niedersachsen

### Schiene
- Landesnahverkehrsgesellschaft Niedersachsen (LNVG)
- Region Hannover
- Regionalverband Großraum Braunschweig (RGB), zuvor Zweckverband Großraum Braunschweig (ZGB)

### Straße
- Landkreis Celle
- Landkreis Cloppenburg
- Landkreis Grafschaft Bentheim
- Landkreis Hameln-Pyrmont
- Landkreis Hildesheim
- Landkreis Nienburg
  - Verkehrsgesellschaft Landkreis Nienburg (VLN)
- Landkreis Schaumburg
- Landkreis Vechta
- PlaNOS Planungsgesellschaft Nahverkehr Osnabrück GbR
  - Stadt Osnabrück
  - Landkreis Osnabrück
- Region Hannover
- VEJ Verkehrsregion Nahverkehr Ems-Jade GbR
- VNO Verkehrsgesellschaft Nord-Ost-Niedersachsen mbH
  - Landkreis Cuxhaven
  - Landkreis Uelzen
  - Landkreis Rotenburg (Wümme)
  - Landkreis Stade
  - Landkreis Heidekreis (Kreis Soltau-Fallingbostel)
  - Landkreis Lüchow-Dannenberg
  - Landkreis Lüneburg
  - Landkreis Harburg (Winsen(Luhe))
- Stadt Göttingen
- Regionalverband Großraum Braunschweig / ZGB Zweckverband Großraum Braunschweig
- ZVBN Zweckverband Verkehrsverbund Bremen/Niedersachsen
- ZVSN Zweckverband Verkehrsverbund Süd-Niedersachsen

## Nordrhein-Westfalen

### Schiene
- Zweckverband go.Rheinland, zuständig für:
  - Verkehrsverbund Rhein-Sieg
  - Aachener Verkehrsverbund
- VRR, zuständig für:
  - Verkehrsverbund Rhein-Ruhr
  - Nahverkehrs-Zweckverband Niederrhein
- Zweckverband Nahverkehr Westfalen-Lippe, zuständig für:
  - Nahverkehrsverbund Paderborn-Höxter (NPH)
  - Zweckverband Verkehrsverbund OWL (VVOWL)
  - Zweckverband Personennahverkehr Westfalen Süd (ZWS)
  - Zweckverband SPNV Münsterland (ZVM)
  - Zweckverband SPNV Ruhr-Lippe (ZRL)

### Straße
- Stadt Köln
- Rhein-Sieg-Kreis
- Stadt Aachen
- Rhein-Erft-Kreis
- Stadt Bonn
- Kreis Düren
- Kreis Heinsberg
- Oberbergischer Kreis
- Rheinisch-Bergischer Kreis
- Kreis Euskirchen
- Stadt Leverkusen
- Städteregion Aachen
- Kreis Lippe
  - Kommunale Verkehrsgesellschaft Lippe mbH
- Kreis Herford
  - Minden-Herforder Verkehrsgesellschaft mbH (mhv)
- Kreis Minden-Lübbecke
  - Minden-Herforder Verkehrsgesellschaft mbH (mhv)
- Stadt Bielefeld
- Stadt Bochum
- Kreis Borken
- Stadt Bottrop
- Kreis Coesfeld
- Stadt Dortmund
- Stadt Duisburg
- Stadt Düsseldorf
- Ennepe-Ruhr-Kreis
- Stadt Essen
- Stadt Gelsenkirchen
- Kreis Gütersloh
- Stadt Hagen
- Stadt Hamm
- Stadt Herne
- Hochsauerlandkreis
- Kreis Höxter
- Kreis Kleve
- Stadt Krefeld
- Märkischer Kreis
- Kreis Mettmann
- Stadt Mönchengladbach
- Stadt Mülheim an der Ruhr
- Stadt Münster
- Stadt Oberhausen
- Kreis Olpe
- Kreis Paderborn
- Kreis Recklinghausen
- Stadt Remscheid
- Rhein-Kreis Neuss
- Kreis Siegen-Wittgenstein
- Kreis Soest
- Stadt Solingen
- Kreis Steinfurt
- Kreis Unna
- Kreis Viersen
- Kreis Warendorf
- Kreis Wesel
- Stadt Wuppertal

## Rheinland-Pfalz

### Schiene und Straße
- Zweckverband Schienenpersonennahverkehr Rheinland-Pfalz Nord (SPNV-Nord)
- Zweckverband Öffentlicher Personennahverkehr Rheinland-Pfalz Süd (ZÖPNV-Süd)

### Straße
- Landkreis Ahrweiler
- Landkreis Altenkirchen (Westerwald)
- Landkreis Bernkastel-Wittlich
- Eifelkreis Bitburg-Prüm
- Landkreis Cochem-Zell
- Landkreis Vulkaneifel
- Stadt Koblenz
- Landkreis Mayen-Koblenz
- Landkreis Neuwied
- Stadt Trier
- Landkreis Trier-Saarburg
- Rhein-Hunsrück-Kreis
- Westerwaldkreis
- Rhein-Lahn-Kreis
- Stadt Mainz
- Landkreis Mainz-Bingen
- Landkreis Bad Kreuznach
- Landkreis Birkenfeld
- Landkreis Alzey-Worms
- Donnersbergkreis
- Landkreis Kusel
- Stadt Worms
- Landkreis Bad Dürkheim
- Landkreis Kaiserslautern
- Stadt Kaiserslautern
- Stadt Frankenthal (Pfalz)
- Stadt Ludwigshafen am Rhein
- Rhein-Pfalz-Kreis
- Stadt Neustadt an der Weinstraße
- Stadt Speyer
- Stadt Landau in der Pfalz
- Landkreis Südwestpfalz
- Stadt Zweibrücken
- Stadt Pirmasens
- Landkreis Südliche Weinstraße
- Landkreis Germersheim

## Saarland

### Schiene
- Ministerium für Umwelt, Klimaschutz, Mobilität, Agrar und Verbraucherschutz (MUKMAV)
- Zweckverband Personennahverkehr Saarland (ZPS)

### Straße
- Landkreis Merzig-Wadern
- Landkreis Saarlouis
- Landkreis St. Wendel
- Landkreis Neunkirchen
- Saarpfalz-Kreis
- Zweckverband Personennahverkehr auf dem Gebiet des Regionalverbandes Saarbrücken (ZPRS)
- Zweckverband Personennahverkehr Saarland (ZPS), zuständig für das Landesbusnetz (PlusBus-, RegioBus-, ExpressBus- und landesweite Nachtbus-Linien)
- Landeshauptstadt Saarbrücken
- Stadt Neunkirchen
- Mittelstadt Völklingen

## Sachsen

### Schiene
- Landesverkehrsgesellschaft Sachsen (von 1996 bis 1999)
- Zweckverband Verkehrsverbund Oberelbe (ZVOE)
- Zweckverband für den Nahverkehrsraum Leipzig (ZVNL)
- Zweckverband Verkehrsverbund Mittelsachsen (ZVMS)
- Zweckverband Verkehrsverbund Oberlausitz-Niederschlesien (ZVON)
- Zweckverband ÖPNV Vogtland (ZVV)

### Straße
- Landkreis Bautzen
- Stadt Chemnitz
- Landeshauptstadt Dresden
- Erzgebirgskreis
- Landkreis Görlitz
- Stadt Leipzig
- Landkreis Leipzig
- Landkreis Meißen
- Landkreis Mittelsachsen
- Landkreis Nordsachsen
- Stadt Plauen
- Landkreis Sächsische Schweiz-Osterzgebirge
- Vogtlandkreis
- Landkreis Zwickau

## Sachsen-Anhalt

### Schiene
- Nahverkehrsservice Sachsen-Anhalt (NASA)

### Straße
- Altmarkkreis Salzwedel
- Landkreis Anhalt-Bitterfeld
- Landkreis Börde
- Burgenlandkreis
- Stadt Dessau-Roßlau
- Stadt Halle (Saale)
- Landkreis Harz
- Landkreis Jerichower Land
- Stadt Magdeburg
- Landkreis Mansfeld-Südharz
- Saalekreis
- Salzlandkreis
- Landkreis Stendal
- Landkreis Wittenberg

## Schleswig-Holstein

### Schiene
- Nahverkehrsverbund Schleswig-Holstein (NAH.SH)

### Straße
- Kreis Dithmarschen
- Stadt Flensburg
- Kreis Herzogtum Lauenburg
- Landeshauptstadt Kiel
- Hansestadt Lübeck
- Stadt Neumünster
- Kreis Nordfriesland
- Kreis Ostholstein
- Kreis Pinneberg
- Kreis Plön
- Kreis Rendsburg-Eckernförde
- Kreis Schleswig-Flensburg
- Kreis Segeberg
- Kreis Steinburg
- Kreis Stormarn

## Thüringen

### Schiene
- Thüringer Landesamt für Bau und Verkehr (TLBV)

### Straße
- Landkreis Altenburger Land
- Stadt Eisenach
  - Verkehrsunternehmen Wartburgmobil gkAöR
- Landkreis Eichsfeld
- Landeshauptstadt Erfurt
- Stadt Gera
- Landkreis Gotha
- Landkreis Greiz
- Landkreis Hildburghausen
- Ilm-Kreis
- Stadt Jena
- Kyffhäuserkreis
- Landkreis Nordhausen
- Stadt Nordhausen
- Saale-Holzland-Kreis
- Saale-Orla-Kreis
- Landkreis Saalfeld-Rudolstadt
- Landkreis Schmalkalden-Meiningen
- Landkreis Sömmerda
- Landkreis Sonneberg
- Stadt Suhl
- Unstrut-Hainich-Kreis
- Wartburgkreis
  - Verkehrsunternehmen Wartburgmobil gkAöR
- Landkreis Weimarer Land
- Stadt Weimar